# Tenth Dimension
Tenth Dimension es el segundo álbum de estudio de la banda de heavy metal B L A Z E, lanzado en el año 2002. Luego de su anterior entrega, Silicon Messiah, la agrupación lanza un disco conceptual, basado en aspectos futuristas y de ciencia ficción. Actualmente consta de dos discos. El disco 2 contiene material de la banda en vivo y algunos covers de las bandas Wolfsbane y Iron Maiden. 

## Lista de canciones

### Disco uno
1. "Forgotten Future"
2. "Kill and Destroy"
3. "End Dream"
4. "The Tenth Dimension"
5. "Nothing Will Stop Me"
6. "Leap of Faith"
7. "The Truth Revealed"
8. "Meant to Be"
9. "Land of the Blind"
10. "Stealing Time"
11. "Speed of Light"
12. "Stranger to the Light

### Disco dos
1. "The Launch" (vivo)
2. "Futureal" (vivo - cover de Iron Maiden)
3. "Tough As Steel" (vivo - cover de Wolfsbane)
4. "Evolution" (vivo)
5. "Living Someone Else's Life"
6. "Silicon Messiah"
7. "Born As A Stranger"
8. "Ghost In The Machine" (video)
9. "Inside The Tenth Dimension" (EPK video)

## Personal
- Blaze Bayley – voz
- Steve Wray – guitarra
- John Slater – guitarra
- Rob Naylor – bajo
- Jeff Singer – batería